# Laleczka Chucky (seria)
Laleczka Chucky (ang. Child’s Play) – seria filmów o Laleczce Chucky, która na stałe wpisała się do kinematografii i historii horroru. Opowiada ona o sadystycznym mordercy Charlesie Lee Rayu, który, gdy ginie, wstępuje w laleczkę, i za jej pomocą morduje w sposób wyszukany i brutalny, mszcząc się za swój los. Dodatkowo pragnie przejąć ciało chłopca, który jest jego „właścicielem”, aby nie zostać na wieki w ciele lalki.

## Filmy z serii
- 1988: Laleczka Chucky (Child’s Play)
- 1990: Powrót laleczki Chucky (Child’s Play 2)
- 1991: Laleczka Chucky 3 (Child’s Play 3)
- 1998: Narzeczona laleczki Chucky (Bride of Chucky)
- 2004: Laleczka Chucky 5: Następne pokolenie (Seed of Chucky)
- 2013: Klątwa laleczki Chucky (Curse of Chucky)
- 2017: Kult laleczki Chucky (Cult of Chucky)
- 2019: Laleczka (film 2019) (Child’s Play)
- 2021: Chucky (serial)